# Ramón Isaza
Ramón María Isaza Arango (Sonsón, Antioquia, 30 de septiembre de 1940) más conocido como alias el Viejo, es un paramilitar y narcotraficante colombiano. Cofundador  y comandante de las Autodefensas Unidas de Colombia.

## Biografía
Vivió desde su juventud en el corregimiento Las Mercedes de Puerto Triunfo en el Magdalena Medio prestando su servicio militar hasta 1961. Fue allí, en abril de 1978, donde formó un grupo de ocho campesinos de la región llamado 'Los escopeteros', que según él, se unían a la causa de combatir a los guerrilleros que les robaban los animales y les pedían cuota. A su grupo le entregaron ocho armas del Ejército Nacional y emboscaron a veinte guerrilleros de las FARC-EP. De ahí en adelante cobraron plata a los ganaderos de la región por cuidar las fincas, además de autodefensa, se convirtieron en un grupo de ‘limpieza social’ del Magdalena Medio.
Al principios de los 1990, en pleno boom del narcotráfico, extendió su guerra contra Pablo Escobar, quien buscaba acuerdos con los paramilitares para la expansión de cocaína en Puerto Boyacá y Puerto Triunfo. Por desobedecer las órdenes de Escobar, fueron asesinados sus tres sobrinos y su hijo John, seis de sus ocho hijos siguieron sus pasos como comandantes paramilitares.
Se presume que fue aliado de Gonzalo Rodríguez Gacha alias “El Mexicano” en esa misma época. En 2004 se unió a la mesa del Pacto de Ralito y a principios del 2006 se desmovilizó con 990 hombres. La desmovilización estuvo a punto de fracasar, porque su yerno alias “Mc Giver” y su hijo adoptivo alias “El Gurre” se negaron al acuerdo por un tiempo. Finalmente todos se presentaron junto a “El Viejo” y entregaron las armas en Puerto Triunfo.
A finales de 2015, un juez especializado de Medellín ordenó su libertad, quien finalmente volvió a la libertad el 29 de enero de 2016, tras haber purgado la pena de 8 años que obtuvo a través de la Ley de Justicia y Paz. Se ha asegurado que Isaza deberá utilizar un brazalete electrónico y asistir a todas las citaciones hechas por las autoridades judiciales.
En 2020 su hijo Ovidio Isaza Gómez alias 'el Roque' fue condenado por desplazamiento forzado. Su otro hijo Oliverio Isaza, alias Terror investigado por narcotráfico.
El 22 de febrero de 2025 fue abatido su hijo Oliverio Isaza Gómez alias "Terror" en un operativo en el Magdalena medio en inmediaciones de Puerto Triunfo Antioquia, la Policía Nacional de Colombia en la operación "Agamenon" ejecutó el operativo dando de baja a varios de sus miembros de su anillo de seguridad.